# Primitives de fonctions hyperboliques réciproques
Cet article donne les primitives des fonctions réciproques des fonctions hyperboliques. Elles s'obtiennent dans la plupart des cas par intégration par parties.
{\displaystyle \int \operatorname {arsinh} (x)~\mathrm {d} x=x~\operatorname {arsinh} (x)-{\sqrt {x^{2}+1}}+C}
{\displaystyle \int \operatorname {arcosh} (x)~\mathrm {d} x=x~\operatorname {arcosh} (x)-{\sqrt {x^{2}-1}}+C}
{\displaystyle \int \operatorname {artanh} (x)~\mathrm {d} x=x~\operatorname {artanh} (x)+{\frac {1}{2}}\ln(1-x^{2})+C}
{\displaystyle \int \operatorname {arcoth} (x)~\mathrm {d} x=x~\operatorname {arcoth} (x)+{\frac {1}{2}}\ln(x^{2}-1)+C}
{\displaystyle \int \operatorname {arsech} (x)~\mathrm {d} x=x~\operatorname {arsech} (x)-\operatorname {arctan} \left({\sqrt {{\frac {1}{x^{2}}}-1}}\right)+C}
{\displaystyle \int \operatorname {arcsch} (x)~\mathrm {d} x=x~\operatorname {arcsch} (x)+\ln {\left(x\left(1+{\sqrt {1+{\frac {1}{x^{2}}}}}\right)\right)}+C}